# أيليف أرماند
أيليف أرماند (بالنرويجية البوكمول: Eilif Armand)‏ هو كاتب وممثل نرويجي، ولد في 18 مارس 1921 في برغن في النرويج، وتوفي بنفس المكان في 28 نوفمبر 1993.

## وصلات خارجية
- أيليف أرماند على موقع IMDb (الإنجليزية)
- أيليف أرماند على موقع قاعدة بيانات الأفلام السويدية (السويدية)
- أيليف أرماند على موقع ديسكوغز (الإنجليزية)
- أيليف أرماند على موقع قاعدة بيانات الفيلم (الإنجليزية)